# Мельничук, Василий Алексеевич
Васи́лий Алексе́евич Мельничу́к (20 апреля 1952, с. Саджавка, Надворнянский район, Ивано-Франковская область, Украинская ССР, СССР — 26 мая 2014) — генеральный директор Укрзализныци в период с 29 декабря 2007 по 17 декабря 2008 г.

## Биография
Родился 20 апреля 1952 (с. Саджавка, Надворнянский район, Ивано-Франковская область).
1970 — окончил Черновицкий техникум железнодорожного транспорта.
Днепропетровский национальный университет железнодорожного транспорта.

## Карьера
С 1970 — осмотрщик вагонов на станции Чоп, служба в армии, старший осмотрщик вагонов на станции Бурштын, студент Днепропетровского института железнодорожного транспорта, мастер, инженер-технолог, начальник пункта техобслуживания вагонов, заместитель начальника депо (Коломыя).
1985—1988 — начальник вагонного депо станции Стрый.
С 1988 — заместитель начальника отдела,
С 1990 — заместитель главного ревизора по безопасности движения на Львовской железной дороге.
С 1993 — начальник Львовского госпредприятия по перевозке грузов и пассажиров.
1996—2000 — начальник Ивано-Франковского отдела Львовской железной дороги — заместитель начальника Львовской железной дороги.
С 2000 — начальник Главного управления вагонного хозяйства «Укрзализници», директор ГП материально-технического обеспечения «Укрзализници» «Укрзализничпостач».
06.2004-06.05 — заместитель гендиректора Государственной администрации железнодорожного транспорта.
С 08.2005 — начальник Главного управления безопасности движения и экологии — главный ревизор по безопасности движения поездов и автотранспорта Государственной администрации железнодорожного транспорта Украины.
29.12.2007-17.12.08 — генеральный директор Государственной администрации железнодорожного транспорта Украины
с 2 апреля 2009 — советник Премьер-министра Украины

## Семья
Отец Алексей Яковлевич (1927—2004) — железнодорожник, мать Анна Михайловна (1923—1983) — колхозница; жена Татьяна, сыновья Андрей и Василий.

## Награды
Почетная грамота КМ Украины (04.2002).